# Sergio Stefanini
Sergio Stefanini (Marostica, 18 febbraio 1922 – Manerba del Garda, 7 agosto 2009) è stato un cestista italiano.
Ala-pivot, ha giocato in Nazionale e in Serie A italiana per quindici anni, è stato per quattro stagioni consecutive il miglior marcatore della massima serie e ha vinto sette volte lo scudetto.
Soprannominato Caneon, secondo Dan Peterson «è stato uno dei più grandi giocatori italiani di sempre».
Ha collaborato nella stesura di un volume sulla storia della Reyer Venezia. È morto a 87 anni.
Dal 2010 fa parte dell'Italia Basket Hall of Fame.

## Caratteristiche tecniche
Su La Gazzetta dello Sport, Rolly Marchi lo ha definito «fulmine, mente, guizzo, elevazione, primattore, calamita di applausi».
Alto 186 cm, aveva un'elevazione superiore agli altri giocatori della massima serie e una notevole velocità da canestro a canestro. Faceva anche atletica leggera, gareggiando con ottimi risultati nei 400 metri piani e nel salto in alto.

## Carriera

### Carriera nei club
Esordisce nell'Audax Venezia nel Campionato di Prima Divisione (1937-38), sempre all'Audax nella stagione 1938-39 (serie B). Passa alla Reyer Venezia 1939-40 disputando il Campionato di Prima Divisione (campione d'Italia con la Reyer B). Nella stagione 1940-41 in serie A con la Reyer Venezia (IV classificata). L'anno successivo, stagione 1941-42 vince lo scudetto con la Reyer, ed anche nel campionato 1942-43, il terzo 1943-44 a causa della Seconda guerra mondiale, non viene omologato alla Reyer Venezia. Tra il 1946-48 ha giocato anche in Brasile, con la Fluminense.

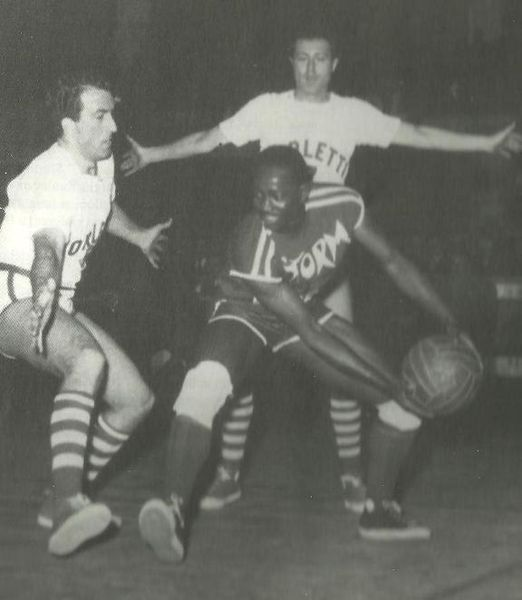
Milano, 9 gennaio 1955, Borletti Milano batte Storm Varese 59-56. Una fase di gioco con Yogi Bough al centro, contrastato da Cesare Rubini, a sinistra, e Sergio Stefanini, dietro.

Ancora Reyer al ritorno dal Brasile in tempo per giocare le finali di campionato (IV classificata) e vincere con i granata il Trofeo Mairano (11-13 giugno 1948), terzo posto con la Reyer nel 1948-49 e poi ha conquistato cinque titoli con la Borletti Milano, con cui è stato capocannoniere per quattro stagioni consecutive, segnando 473 punti nel 1950-51, 366 nel 1951-52, 416 nel 1952-53 e 517 nel 1953-54. Secondo le statistiche dell'Olimpia Milano, i punti furono rispettivamente 475, 364, 431 e 514. Inoltre è stato vicecapocannoniere nel 1949-50 dietro Romeo Romanutti e nel 1954-55 dietro Tonino Zorzi.
Nel 1953, durante una partita tra Victoria Pesaro e Borletti Milano, fu protagonista di un tiro a tempo scaduto da venti metri che, non toccando neanche l'anello, si trasformò in assist per Alberto Reina, che segnò sul fischio dell'arbitro e fece vincere gli ospiti di un punto.
Si è ritirato dalla massima serie a 32 anni perché non aveva più il fisico adatto a causa dei tanti contrasti di gioco, lasciando nel momento in cui aveva raggiunto l'apice delle vittorie. In seguito si dedicò al suo lavoro e agli studi. Ha chiuso con una stagione alla Pallacanestro Gallaratese, nel 1955-56.

### Carriera in Nazionale
Sergio Stefanini ha esordito con la maglia azzurra il 19 luglio 1942, in occasione della vittoria dell'Italia sulla Nazionale ungherese per 45-31. In tutto, ha disputato 62 partite segnando 681 punti.
Ha vinto l'argento agli Europei di Ginevra 1946 e ha partecipato alle Olimpiadi di Londra 1948 e Helsinki 1952.

## Statistiche
Statistiche aggiornate al 1º gennaio 2009
| Stagione        | Squadra           | Competizione | Partite | Partite | Partite | Statistiche tiro | Statistiche tiro | Statistiche tiro | Altre statistiche | Altre statistiche | Altre statistiche | Altre statistiche | Altre statistiche |
| Stagione        | Squadra           | Competizione | Pres.   | Titol.  | Minuti  | Tiri da 2        | Tiri da 3        | Liberi           | Rimb.             | Assist            | Rubate            | Stopp.            | Punti             |
| --------------- | ----------------- | ------------ | ------- | ------- | ------- | ---------------- | ---------------- | ---------------- | ----------------- | ----------------- | ----------------- | ----------------- | ----------------- |
| 1938-1939       | Reyer Venezia     | Serie A      |         |         |         |                  |                  |                  |                   |                   |                   |                   |                   |
| 1939-1940       | Reyer Venezia     | Serie A      |         |         |         |                  |                  |                  |                   |                   |                   |                   |                   |
| 1940-1941       | Reyer Venezia     | Serie A      |         |         |         |                  |                  |                  |                   |                   |                   |                   |                   |
| 1941-1942       | Reyer Venezia     | Serie A      |         |         |         |                  |                  |                  |                   |                   |                   |                   |                   |
| 1942-1943       | Reyer Venezia     | Serie A      |         |         |         |                  |                  |                  |                   |                   |                   |                   |                   |
| 1944            | Reyer Venezia     | Campionato   |         |         |         |                  |                  |                  |                   |                   |                   |                   |                   |
| 1945-1946       | Reyer Venezia     | Serie A      |         |         |         |                  |                  |                  |                   |                   |                   |                   |                   |
| 1946-1947       | Reyer Venezia     | Serie A      |         |         |         |                  |                  |                  |                   |                   |                   |                   |                   |
| 1947-1948       | Fluminense        |              |         |         |         |                  |                  |                  |                   |                   |                   |                   |                   |
| 1948-1949       | Reyer Venezia     | Serie A      |         |         |         |                  |                  |                  |                   |                   |                   |                   |                   |
| 1949-1950       | Borletti Milano   | Serie A      | 25      |         |         |                  |                  |                  |                   |                   |                   |                   | 333               |
| 1950-1951       | Borletti Milano   | Serie A      | 26      |         |         |                  |                  |                  |                   |                   |                   |                   | 473               |
| 1951-1952       | Borletti Milano   | Serie A      | 22      |         |         |                  |                  |                  |                   |                   |                   |                   | 366               |
| 1952-1953       | Borletti Milano   | Serie A      | 22      |         |         |                  |                  |                  |                   |                   |                   |                   | 416               |
| 1953-1954       | Borletti Milano   | Serie A      | 22      |         |         |                  |                  |                  |                   |                   |                   |                   | 517               |
| 1954-1955       | Borletti Milano   | Serie A      | 22      |         |         |                  |                  |                  |                   |                   |                   |                   | 508               |
| 1955-1956       | Pall. Gallaratese | Serie A      |         |         |         |                  |                  |                  |                   |                   |                   |                   |                   |
| Totale carriera |                   |              |         |         |         |                  |                  |                  |                   |                   |                   |                   |                   |

## Palmarès
- Campionato italiano: 7

Reyer Venezia: 1941-1942, 1942-1943
Olimpia Milano: 1949-1950, 1950-1951, 1951-1952, 1952-1953, 1953-1954